# Achada Santo António

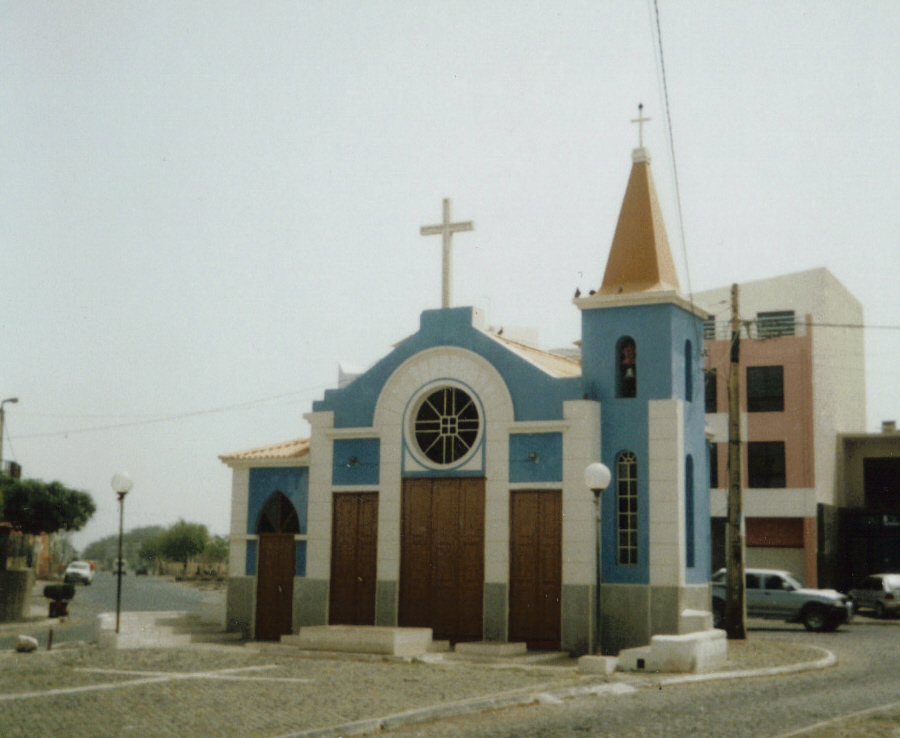
Capela S. António.

Achada Santo António ist ein Stadtteil der Stadt Praia auf der Insel Santiago in Kap Verde. Beim Zensus 2010 hatte der Ortsteil 12.965 Einwohner. Er erstreckt sich südwestlich des Stadtzentrums an der Atlantik-Küste.

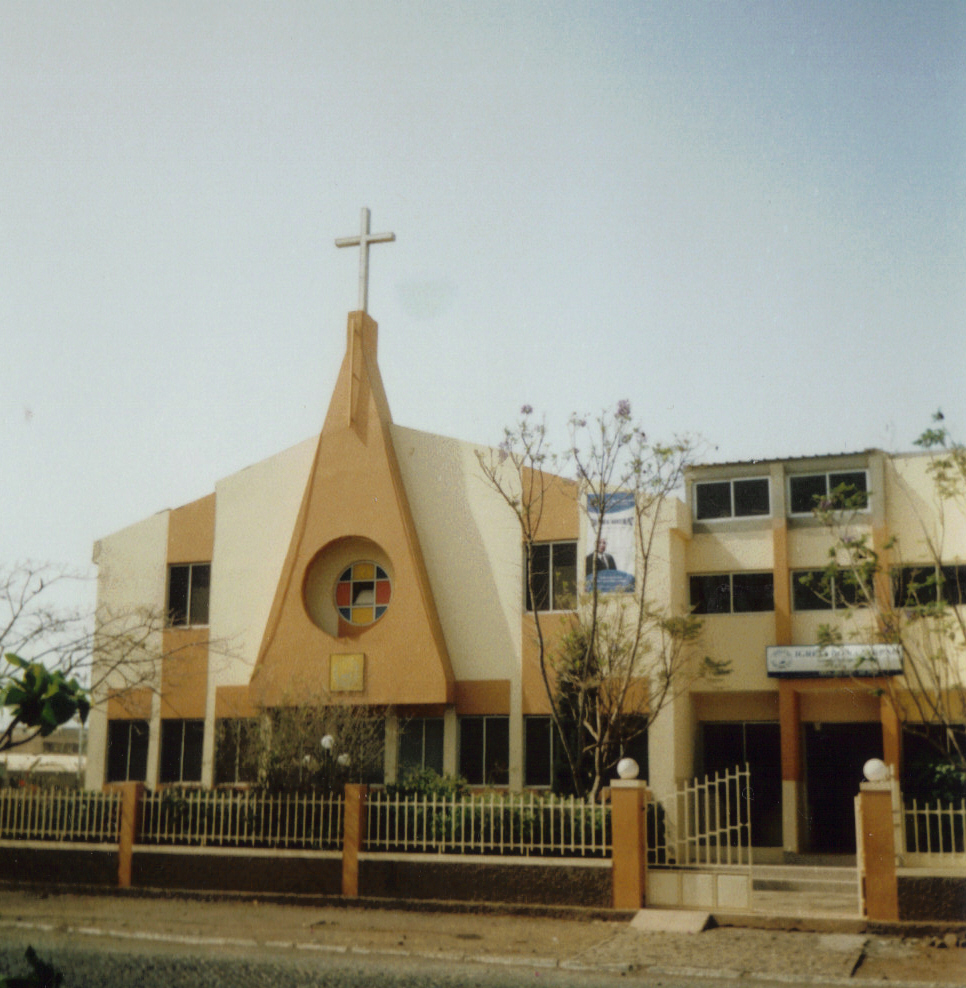
Protestantische Kirche

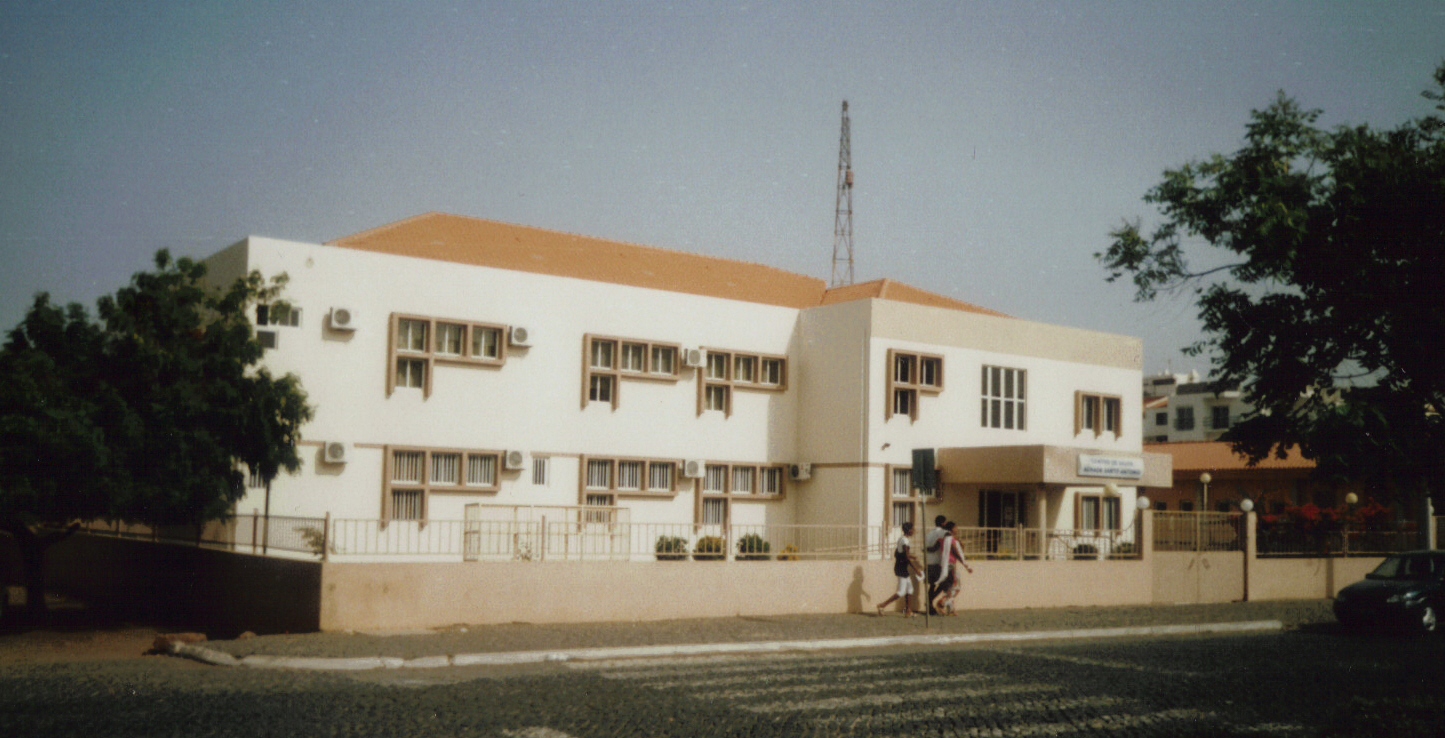
Gesundheitszentrum

Angrenzende Stadtteile sind Várzea im Norden, Chã de Areia (Gamboa) im Nordosten, der Strand von Prainha im Osten mit den Standorten der meisten Botschaften, Quebra Canela im Süden, Tira Chapéu im Westen und Terra Branca im Norden. 

## Sehenswürdigkeiten
- Capela S. António
- Protestantische Kirche
- École Internationale Les Alizés, eine französische Schule
- Pädagogik-Institut